# Haemogregarina minuta
Haemogregarina minuta is een soort in de taxonomische indeling van de Myzozoa, een stam van microscopische parasitaire dieren. Het organisme komt uit het geslacht Haemogregarina en behoort tot de familie Haemogregarinidae. Haemogregarina minuta werd in 1909 ontdekt door Neumann.